# Volfango Giorgio Federico del Palatinato-Neuburg

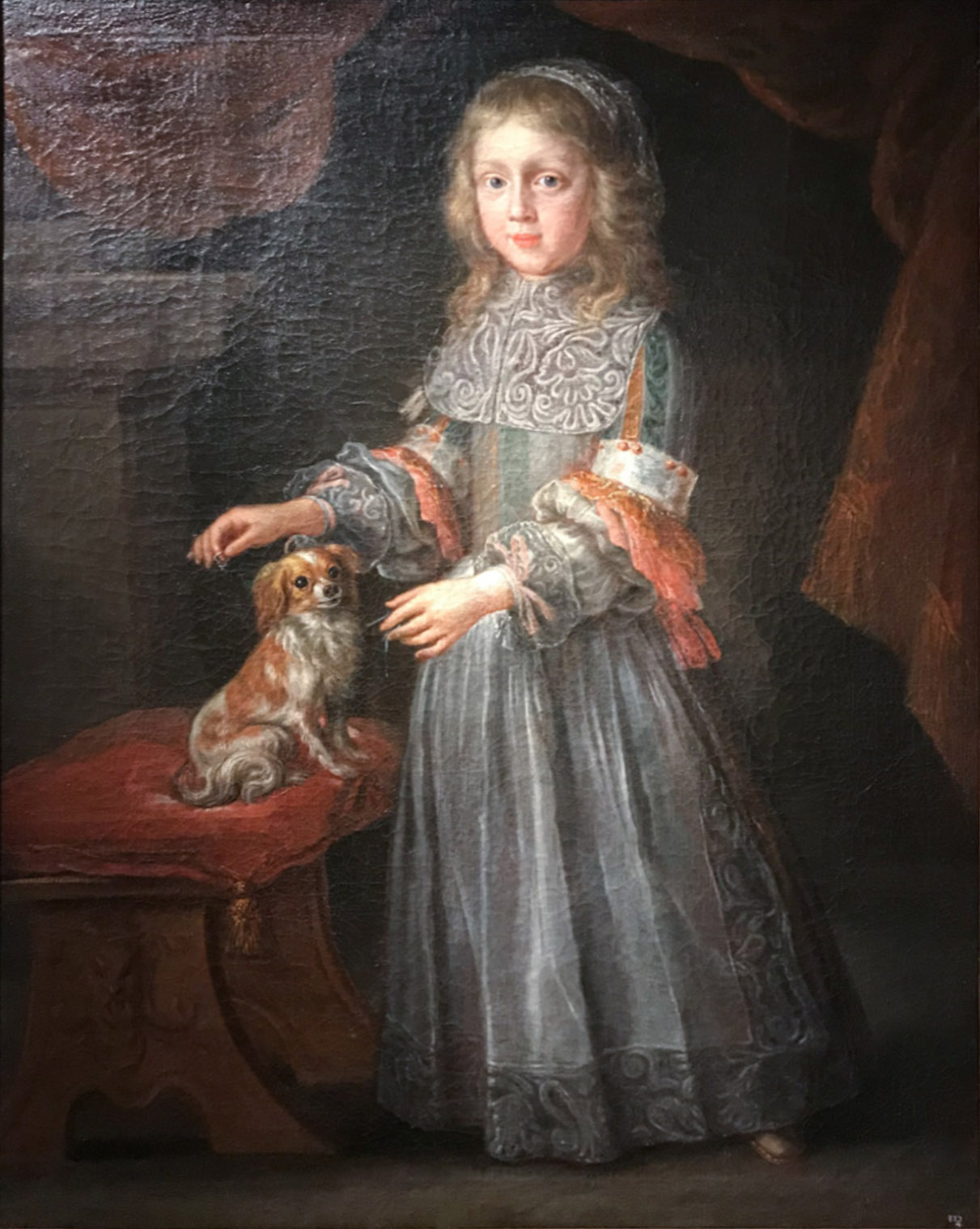
Volfango Giorgio Federico del Palatinato-Neuburg.

Volfango Giorgio Federico Francesco del Palatinato-Neuburg (Düsseldorf, 5 giugno 1659 – Wiener Neustadt, 4 giugno 1683) è stato figlio del Principe Elettore del Palatinato-Neuburg, Filippo Guglielmo.

## Biografia
Dal momento che il fratello maggiore Giovanni Guglielmo, in condizione di primogenito avrebbe assunto il trono paterno, Volfango Giorgio venne avviato alla carriera ecclesiastica. Ricevette gli ordini dall'Arcivescovo di Colonia e venne destinato alla sede episcopale di Breslavia, ma morì prima di essere ufficialmente prescelto a tale sede. La sua carica venne passata al fratello Francesco Luigi. Volfango Guglielmo era anche fratello di Eleonora Maddalena Teresa, la quale aveva sposato l'Imperatore Leopoldo I d'Asburgo.
Venne sepolto nella chiesa di Neuburg, presso il Danubio.

## Ascendenza
|                                                  |                           |                                   | Genitori                            |  |  | Nonni |  |  | Bisnonni                             |  |  | Trisnonni                           |  |
|                                                  |                           |                                   |                                     |  |  |       |  |  | Filippo Luigi del Palatinato-Neuburg |  |  | Volfango del Palatinato-Zweibrücken |  |
|                                                  |                           |                                   |                                     |  |  |       |  |  | Filippo Luigi del Palatinato-Neuburg |  |  | Volfango del Palatinato-Zweibrücken |  |
|                                                  |                           | Anna d'Assia                      |                                     |  |  |       |  |  | Filippo Luigi del Palatinato-Neuburg |  |  |                                     |  |
| Volfango Guglielmo del Palatinato-Neuburg        |                           |                                   |                                     |  |  |       |  |  | Filippo Luigi del Palatinato-Neuburg |  |  |                                     |  |
|                                                  |                           | Anna di Jülich-Kleve-Berg         | Guglielmo di Jülich-Kleve-Berg      |  |  |       |  |  |                                      |  |  |                                     |  |
|                                                  |                           | Anna di Jülich-Kleve-Berg         | Guglielmo di Jülich-Kleve-Berg      |  |  |       |  |  |                                      |  |  |                                     |  |
|                                                  |                           | Anna di Jülich-Kleve-Berg         | Maria d'Austria                     |  |  |       |  |  |                                      |  |  |                                     |  |
| Filippo Guglielmo del Palatinato                 |                           | Anna di Jülich-Kleve-Berg         |                                     |  |  |       |  |  |                                      |  |  |                                     |  |
|                                                  |                           | Guglielmo V di Baviera            | Alberto V di Baviera                |  |  |       |  |  |                                      |  |  |                                     |  |
|                                                  |                           | Guglielmo V di Baviera            | Alberto V di Baviera                |  |  |       |  |  |                                      |  |  |                                     |  |
|                                                  |                           | Guglielmo V di Baviera            | Anna d'Austria                      |  |  |       |  |  |                                      |  |  |                                     |  |
| Maddalena di Baviera                             |                           | Guglielmo V di Baviera            |                                     |  |  |       |  |  |                                      |  |  |                                     |  |
|                                                  |                           | Renata di Lorena                  | Francesco I di Lorena               |  |  |       |  |  |                                      |  |  |                                     |  |
|                                                  |                           | Renata di Lorena                  | Francesco I di Lorena               |  |  |       |  |  |                                      |  |  |                                     |  |
|                                                  |                           | Renata di Lorena                  | Cristina di Danimarca               |  |  |       |  |  |                                      |  |  |                                     |  |
| Volfango Giorgio Federico del Palatinato-Neuburg |                           | Renata di Lorena                  |                                     |  |  |       |  |  |                                      |  |  |                                     |  |
|                                                  | Luigi V d'Assia-Darmstadt | Giorgio I d'Assia-Darmstadt       |                                     |  |  |       |  |  |                                      |  |  |                                     |  |
|                                                  | Luigi V d'Assia-Darmstadt | Giorgio I d'Assia-Darmstadt       |                                     |  |  |       |  |  |                                      |  |  |                                     |  |
|                                                  | Luigi V d'Assia-Darmstadt | Maddalena di Lippe                |                                     |  |  |       |  |  |                                      |  |  |                                     |  |
| Giorgio II d'Assia-Darmstadt                     | Luigi V d'Assia-Darmstadt |                                   |                                     |  |  |       |  |  |                                      |  |  |                                     |  |
|                                                  |                           | Maddalena di Brandeburgo          | Giovanni Giorgio di Brandeburgo     |  |  |       |  |  |                                      |  |  |                                     |  |
|                                                  |                           | Maddalena di Brandeburgo          | Giovanni Giorgio di Brandeburgo     |  |  |       |  |  |                                      |  |  |                                     |  |
|                                                  |                           | Maddalena di Brandeburgo          | Elisabetta di Anhalt-Zerbst         |  |  |       |  |  |                                      |  |  |                                     |  |
| Elisabetta Amalia d'Assia-Darmstadt              |                           | Maddalena di Brandeburgo          |                                     |  |  |       |  |  |                                      |  |  |                                     |  |
|                                                  |                           | Giovanni Giorgio I di Sassonia    | Cristiano I di Sassonia             |  |  |       |  |  |                                      |  |  |                                     |  |
|                                                  |                           | Giovanni Giorgio I di Sassonia    | Cristiano I di Sassonia             |  |  |       |  |  |                                      |  |  |                                     |  |
|                                                  |                           | Giovanni Giorgio I di Sassonia    | Sofia di Brandeburgo                |  |  |       |  |  |                                      |  |  |                                     |  |
| Sofia Eleonora di Sassonia                       |                           | Giovanni Giorgio I di Sassonia    |                                     |  |  |       |  |  |                                      |  |  |                                     |  |
|                                                  |                           | Maddalena Sibilla di Hohenzollern | Alberto Federico di Prussia         |  |  |       |  |  |                                      |  |  |                                     |  |
|                                                  |                           | Maddalena Sibilla di Hohenzollern | Alberto Federico di Prussia         |  |  |       |  |  |                                      |  |  |                                     |  |
|                                                  |                           | Maddalena Sibilla di Hohenzollern | Maria Eleonora di Jülich-Kleve-Berg |  |  |       |  |  |                                      |  |  |                                     |  |
|                                                  |                           | Maddalena Sibilla di Hohenzollern |                                     |  |  |       |  |  |                                      |  |  |                                     |  |